# Nattens Skygger
Nattens Skygger er en amerikansk stumfilm fra 1920 af Sam Wood.

## Medvirkende
- Wallace Reid som Dusty Rhoades
- Lois Wilson som Virginia MacMurran
- Charles Ogle som Patrick MacMurran
- Clarence Burton som Brenton Harding
- Ernest Butterworth
- Ernest Joy
- Jack Young